# Pterolophia variabilis
Pterolophia variabilis là một loài bọ cánh cứng trong họ Cerambycidae.